# Pleuroprucha rudimentaria
Pleuroprucha rudimentaria är en fjärilsart som beskrevs av Achille Guenée 1858. Pleuroprucha rudimentaria ingår i släktet Pleuroprucha och familjen mätare. Inga underarter finns listade i Catalogue of Life.